# Play (Fluggesellschaft)
Play, in der Eigenschreibweise PLAY, ist eine isländische Billigfluggesellschaft mit Sitz in Hafnarfjörður und Basis auf dem Flughafen Keflavík.

## Geschichte
Die Fluggesellschaft wurde am 12. Juni 2019 unter anderem von ehemaligen Managern der insolventen WOW air gegründet. Zu Beginn wurde die Gesellschaft noch als WAB air ehf. bezeichnet. Am 28. Juni 2019 wurde das Air Operator Certificate beantragt. Im Juli 2019 wurden die ersten Mitarbeiter eingestellt, im nächsten Monat wurde der Unternehmenssitz in Hafnarfjörður, einem Vorort von Reykjavík, bezogen. Im November 2019 wurde der Name der Gesellschaft in Fly Play ehf. geändert und der Mitbegründer Arnar Már Magnússon zum CEO ernannt.
Im April 2021 wurde die Unternehmensform geändert, sodass sich der Name in Fly Play hf. änderte. Zudem wurde eine neue Unternehmensführung eingesetzt und Birgir Jónsson zum CEO ernannt, der vorherige CEO Arnar Már Magnússon wurde zum COO. Im gleichen Monat wurden drei Airbus A321neo von AerCap geleast, welche zuvor von Interjet zurückgegeben worden waren. Das erste Flugzeug wurde im nächsten Monat an Play übergeben.
Am 15. Mai 2021 erhielt die Fluggesellschaft das Air Operator Certificate, drei Tage später wurde mit dem Verkauf von Tickets begonnen. Am 24. Juni 2021 wurde der Betrieb mit einem Flug nach London Stansted aufgenommen.
Seit dem 9. Juli 2021 sind die Aktien des Unternehmens am Nasdaq First North Growth Market gelistet.
Seit Juli 2023 erhielt die Fluggesellschaft für ihre Maschinen eine so genannte ETOPS Genehmigung und darf nun Routen fliegen, die weiter weg von einem Ausweichflughafen sind. Bisher musste auf der Strecke Island nach Nordamerika ein kleiner Umweg geflogen werden, der nun wegfallen kann. Dem Unternehmen spart es Treibstoff und dem Reisenden Flugzeit.
Änderungen am Geschäftsmodell von Play wurden im Juni 2025 vorgeschlagen, darunter die Umwandlung in ein privat geführtes Unternehmen und die Einstellung der verbleibenden Flugverbindungen in die Vereinigten Staaten bis Ende Oktober 2025. Zusätzlich sollen drei weitere Flugzeuge für Wet-Lease-Operationen bereitgestellt werden, insgesamt also sechs, während die verbleibenden vier Flugzeuge für den Linienbetrieb mit Basis in Island behalten werden. Play würde zudem sein isländisches AOC (Air Operator Certificate) aufgeben und in Island zu einer virtuellen Fluggesellschaft werden, wobei das maltesische AOC, das von der Tochtergesellschaft Play Europe gehalten wird, für den Betrieb beibehalten würde.

## Flugziele
Play fliegt Ziele in Europa an. In Deutschland wird nur Berlin angeflogen. Ziele in Nordamerika, die seit 2022 angeflogen werden, sind zurzeit noch Baltimore, Boston und New York. Die Routen nach Washington und Toronto (Kanada) werden im Rahmen der Neuausrichtung bereits nicht mehr bedient. Der gesamte Verkehr in die USA endet im Oktober 2025. 

## Flotte
Mit Stand April 2025 besteht die Flotte von PLAY aus zehn Flugzeugen mit einem Durchschnittsalter von 4,5 Jahren:
| Flugzeugtyp    | Anzahl | bestellt | Anmerkungen   | Sitzplätze | Durchschnittsalter |
| -------------- | ------ | -------- | ------------- | ---------- | ------------------ |
| Airbus A320neo | 6      |          |               | 180        | 3,3 Jahre          |
| Airbus A321neo | 3      |          | einer inaktiv | 214        | 5,4 Jahre          |
| Gesamt         | 9      | -        |               |            | 4,5 Jahre          |